# Labatut-Rivière
Labatut-Rivière ist eine französische Gemeinde mit 386 Einwohnern (Stand 1. Januar 2022) im Département Hautes-Pyrénées in der Region Okzitanien (vor 2016: Midi-Pyrénées). Die Gemeinde gehört zum Arrondissement Tarbes und zum Kanton Val d’Adour-Rustan-Madiranais.
Die Einwohner werden Labatutois und Labatutoises genannt.

## Geographie
Labatut-Rivière liegt am Adour, circa 33 Kilometer nördlich von Tarbes in der Naturlandschaft Rivière-Basse an der nördlichen Grenze zum benachbarten Département Gers.
Umgeben wird Labatut-Rivière von den acht Nachbargemeinden:
| Soublecause      | Hères                                       | Tieste-Uragnoux (Gers) |
| Caussade-Rivière | Kompassrose, die auf Nachbargemeinden zeigt | Ladevèze-Ville (Gers)  |
| Estirac          | Auriébat                                    | Armentieux (Gers)      |

## Einwohnerentwicklung
Nach Beginn der Aufzeichnungen stieg die Einwohnerzahl bis zur Mitte des 19. Jahrhunderts auf einen Höchststand von rund 860. In der Folgezeit sank die Größe der Gemeinde bei kurzen Erholungsphasen bis zur ersten Dekade des 21. Jahrhunderts auf einen Tiefststand von rund 340 Einwohnern, bevor eine Wachstumsphase einsetzte, die heute noch anhält.
| Jahr      | 1962 | 1968 | 1975 | 1982 | 1990 | 1999 | 2006 | 2011 | 2022 |
| --------- | ---- | ---- | ---- | ---- | ---- | ---- | ---- | ---- | ---- |
| Einwohner | 463  | 443  | 385  | 373  | 363  | 360  | 344  | 365  | 386  |

## Sehenswürdigkeiten

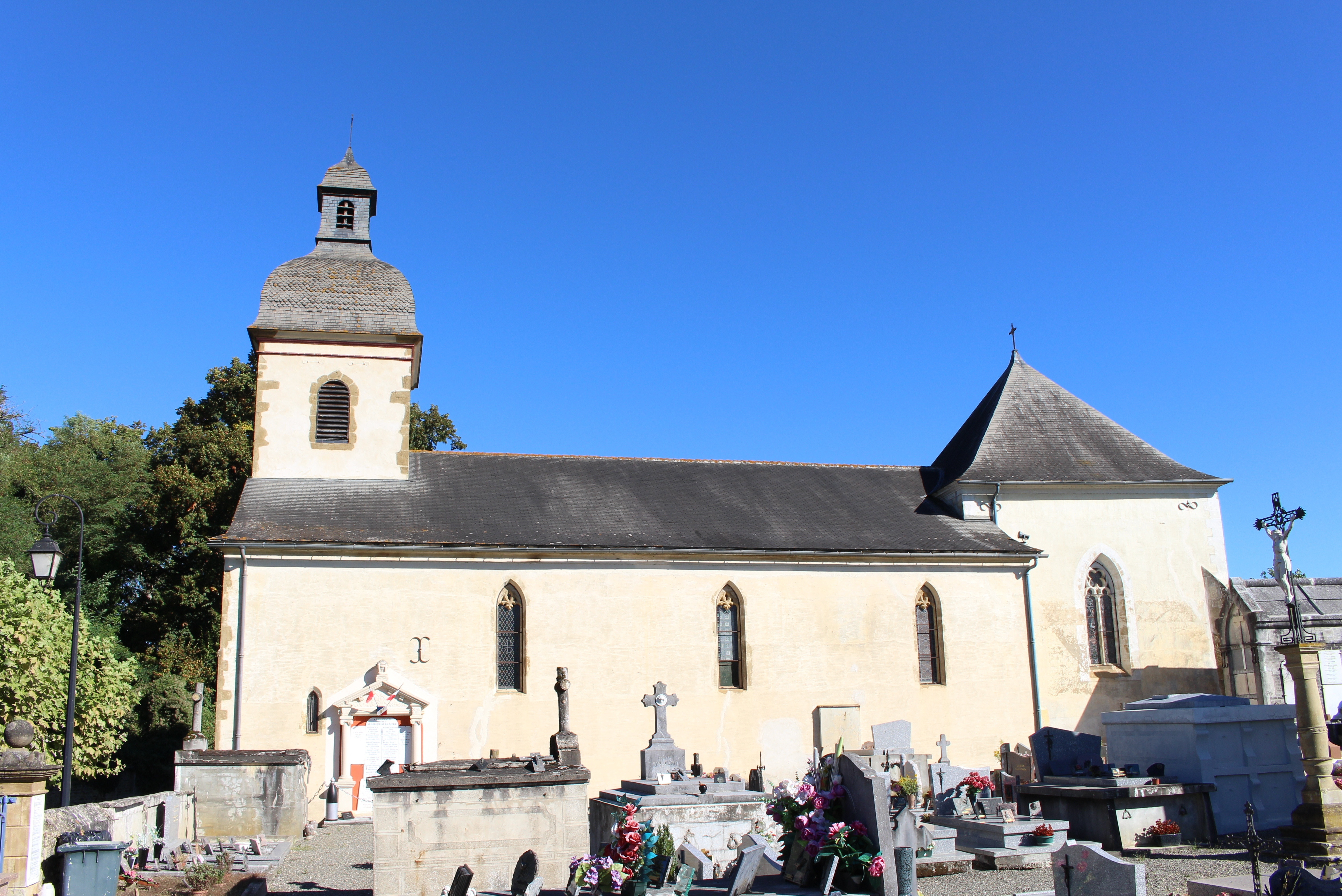
Pfarrkirche de l’Assomption
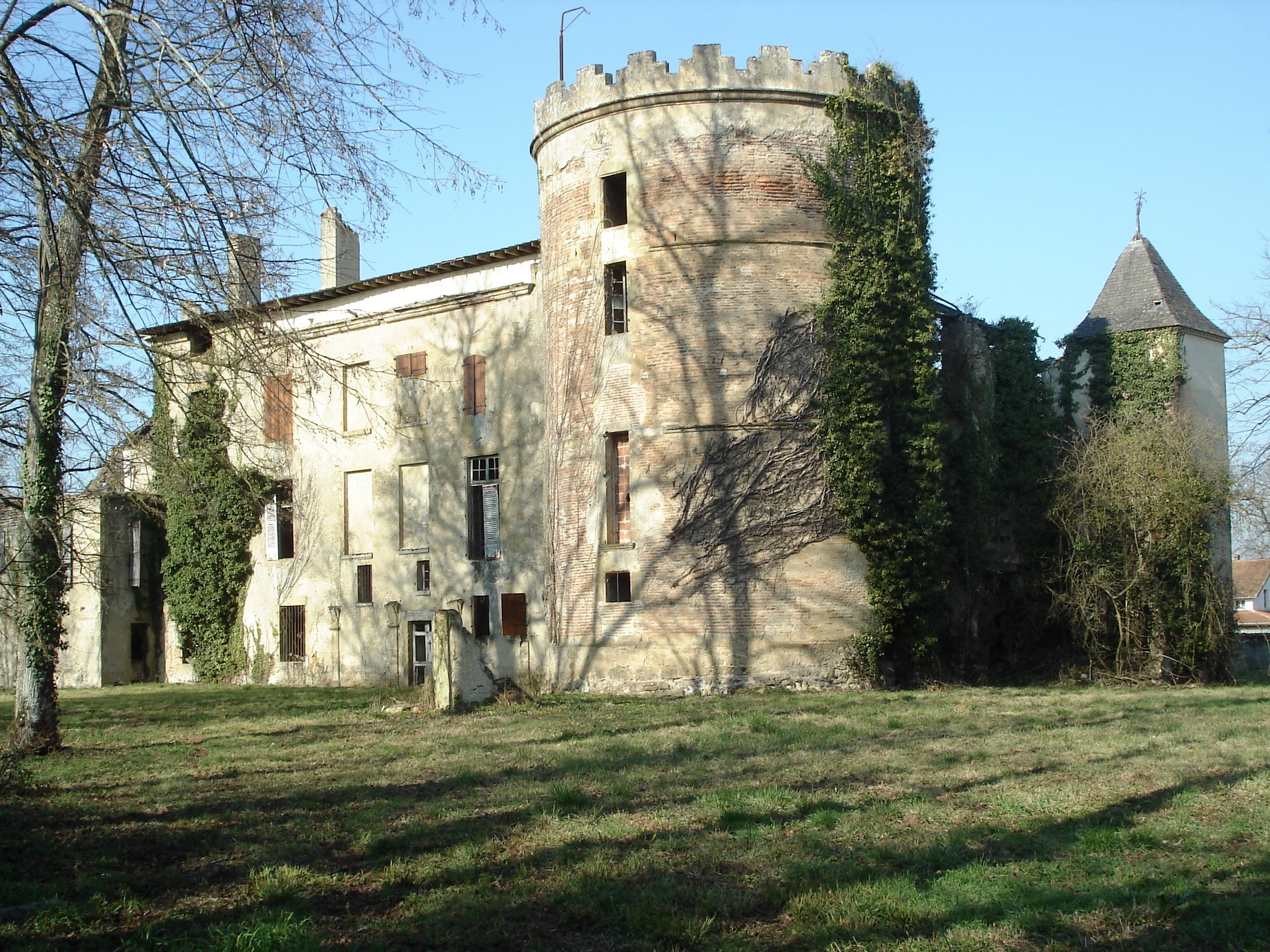
Schloss Labatut mit Ursprüngen aus dem 14. Jahrhundert. Seine Fassaden und Dächer sowie die Treppe mit ihren Gewölben sind seit dem 25. November 1982 als Monument historique eingeschrieben.

- Pfarrkirche de l’Assomption
- Schloss Labatut

## Wirtschaft und Infrastruktur

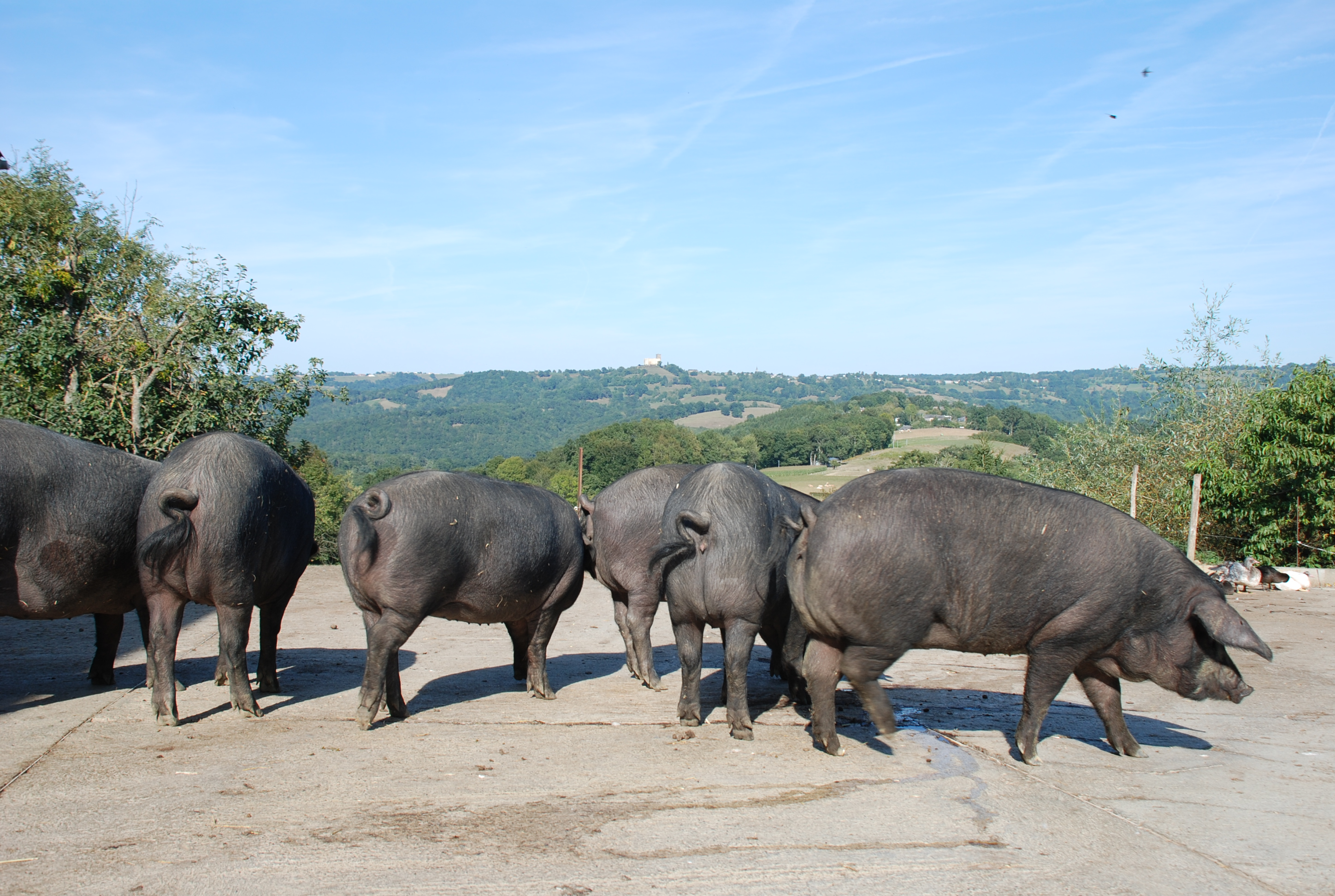
Porcs Noirs de Bigorre

Labatut-Rivière liegt in den Zonen AOC der Schweinerasse Porc noir de Bigorre und des Schinkens Jambon noir de Bigorre.

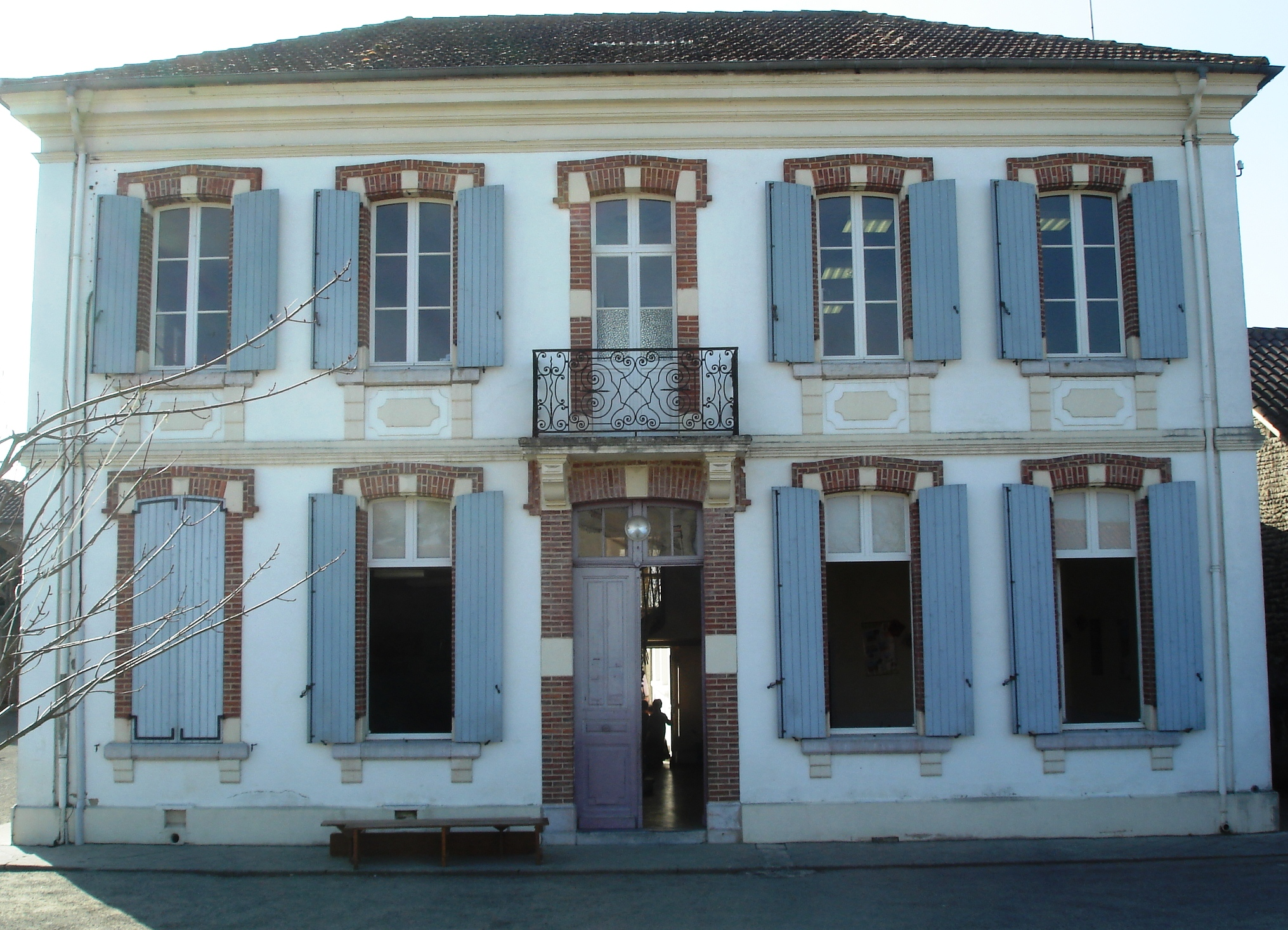
Schulgebäude

### Bildung
Die Gemeinde verfügt über eine öffentliche Vor- und Grundschule mit 46 Schülerinnen und Schülern im Schuljahr 2019/2020.

### Verkehr
Labatut-Rivière ist über die Routes départementales 5 (Gers: 14), 8 (Gers: 173), 67 und 367 erreichbar.

## Persönlichkeiten
- Pierre de Fondeville-Labatut, geboren am 17. Mai 1752 in Saint-Mamet (Département Haute-Garonne), gestorben 1817 oder 1828, war Vicomte von Labatut, Abt eines Laienklosters in Labatut und Baron von Montagnan, bewohnte das Schloss von Labatut. Als die Französische Revolution ausbrach, wurde er Chef der Garde nationale und Bürgermeister von Tarbes im Jahre 1790. Während des Französischen Konsulats, des Ersten Kaiserreichs und der Restauration war er bis zu seinem Tod Bürgermeister von Labatut und Präsident des Départementrats von Hautes-Pyrénées.[8][9]

- Antoine Sempé, geboren am 18. November 1863 in Tarbes, gestorben am 1. Dezember 1922 in Tarbes, war französischer Politiker. Er war vom 16. November 1919 bis zum 1. Dezember 1922 Abgeordneter des Départements in der Nationalversammlung und vom 6. Mai 1900 bis zu seinem Tod Bürgermeister von Labatut-Rivière.[10][11]